# Joseph Weigl

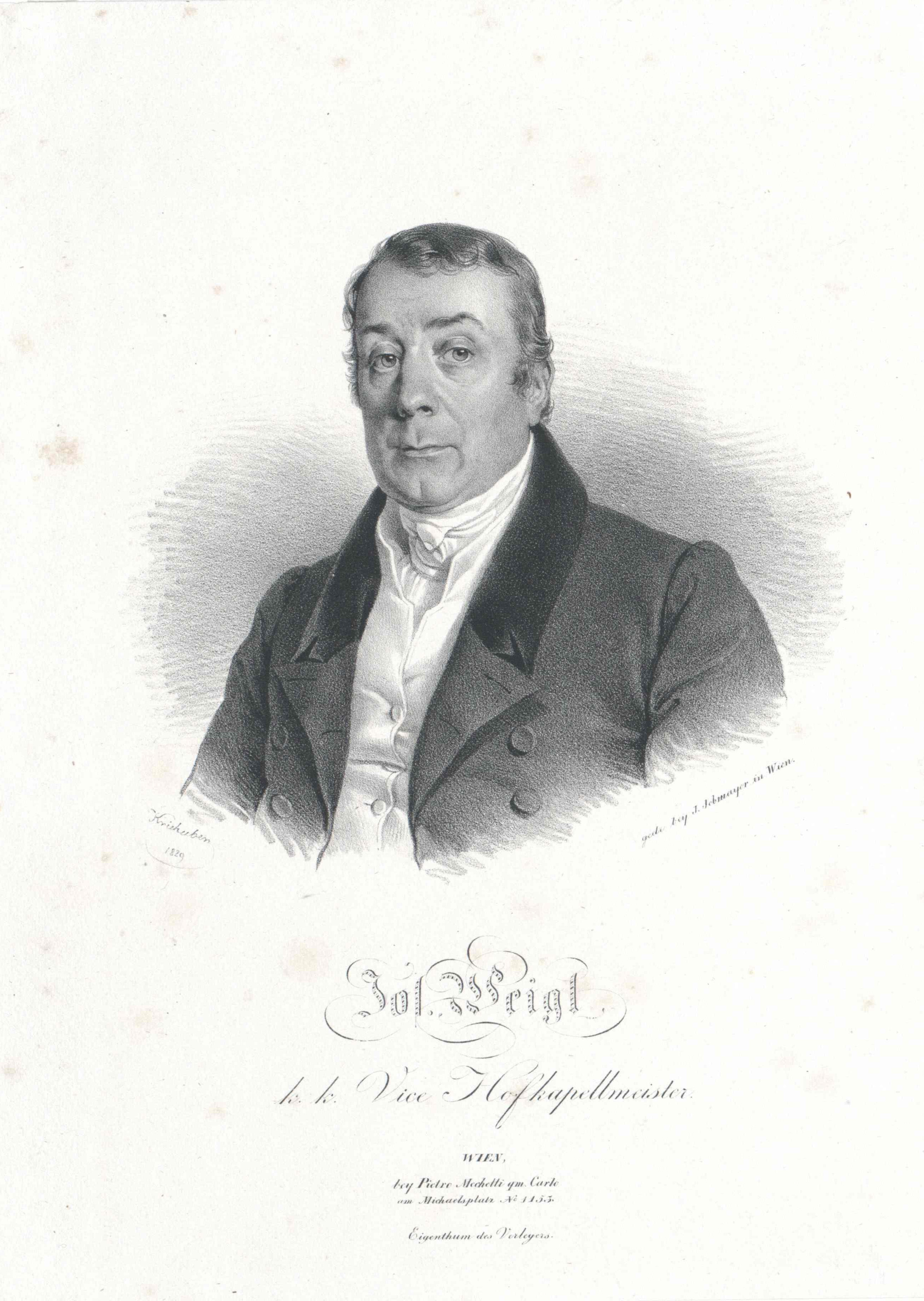
Joseph Weigl.

Joseph Weigl, född den 28 mars 1766 i Eisenstadt, död den 3 februari 1846 i Wien, var en tysk-österrikisk klassisk kompositör och dirigent, son till Joseph Franz Weigl. 
Weigl föddes vid Eisenstadt där hans bägge föräldrar var musiker; hans far var förstecellist i orkestern och modern var ”koral och kammarsångerska”. Weigl var dessutom gudson till Joseph Haydn. Vid fyra års ålder flyttade familjen till Wien och växte upp bland musik och musiker och komponerade, i hemlighet, sin första opera vid 15 års ålder
Han studerade senare för Johann Georg Albrechtsberger och Antonio Salieri. Han skrev också tilläggsmusik till andra kompositörers operor till exempel Mozart, Paisiello, Farinelli, Giuseppe Sarti och Mayr. 1792 blev han kapellmästare vid Hovteatern i Wien och från 1827 och 1838 var vice kapellmästare vid hovet. Han skrev att stort antal operor, både komiska och allvarliga på tyska och italienska, och vid senare år skrev han mest kyrkomusik. Han dog i Wien strax före sin 80-årsdag.

## Operor i urval
1.	La Principessa d'Amalfi 10. Jan. 1794 Burgtheater Wien
2.	L'Amor marinaro 3 akter Amor als Matrose
Giovanni de Gamerra UA 15. Okt. 1797 Wien, Burgtheater
EA Dresden 1798; Ljubljana 1799; Bologna 1805; Florens 1810; Milano 1811... På tyska Der Korsar oder die Liebe unter den Seeleuten Mannheim 1800; Berlin 10. Nov. 1800 och Berlin, Königstädtisches Theater 1827; Budapest 1800; Prag 1814; Wien, Kärntnertor-Theater 1821 och 1833; som Der Korsar aus Liebe Breslau 1801 och Hannover 1805
3.	Das Dorf im Gebuerge 17. April 1798 Burgtheater Wien
4.	Die Uniform 15. Febr. 1805 Theater am Kärntnertor Wien
5.	Vestas Feuer 10. Aug. 1805 Theater an der Wien Wien
6.	Kaiser Hadrian 21. Maj 1807 Theater am Kärntnertor Wien
7.	Adrian von Ostade 1 akt Georg Friedrich Treitschke
UA 3. Okt. 1807 Theater am Kärntnertor Wien
EA Stuttgart 1808; Hamburg 1810; Berlin 1812
WA Hamburg 1878; Sankt Petersburg 1820 (ryss.)
8.	Il rivale de se stesso 18. April 1808 La Scala Milano
9.	Das Waisenhaus 4. Okt. 1808 Theater am Kärntnertor Wien
10.	Die Schweizerfamilie 14. März 1809 Theater am Kärntnertor Wien
11.	Der Bergsturz 3 akter Johann Anton Friedrich Reil
UA 19. Dec. 1812 Theater am Kärntnertor Wien
EA Weimar 1815; Darmstadt 1816; Leipzig 1818 ...
12.	Nachtigall und Rabe 20. April 1818 Theater am Kärntnertor Wien
13.	Baals Sturz 3 akter Georg Ernst Hofmann
UA 13. Apr. 1820 Theater am Kärntnertor Wien
EA Stuttgart 1821 under Wiens censur ändrades titeln till Daniel in der Löwengrube; Budapest 1821